# شركة أوستند

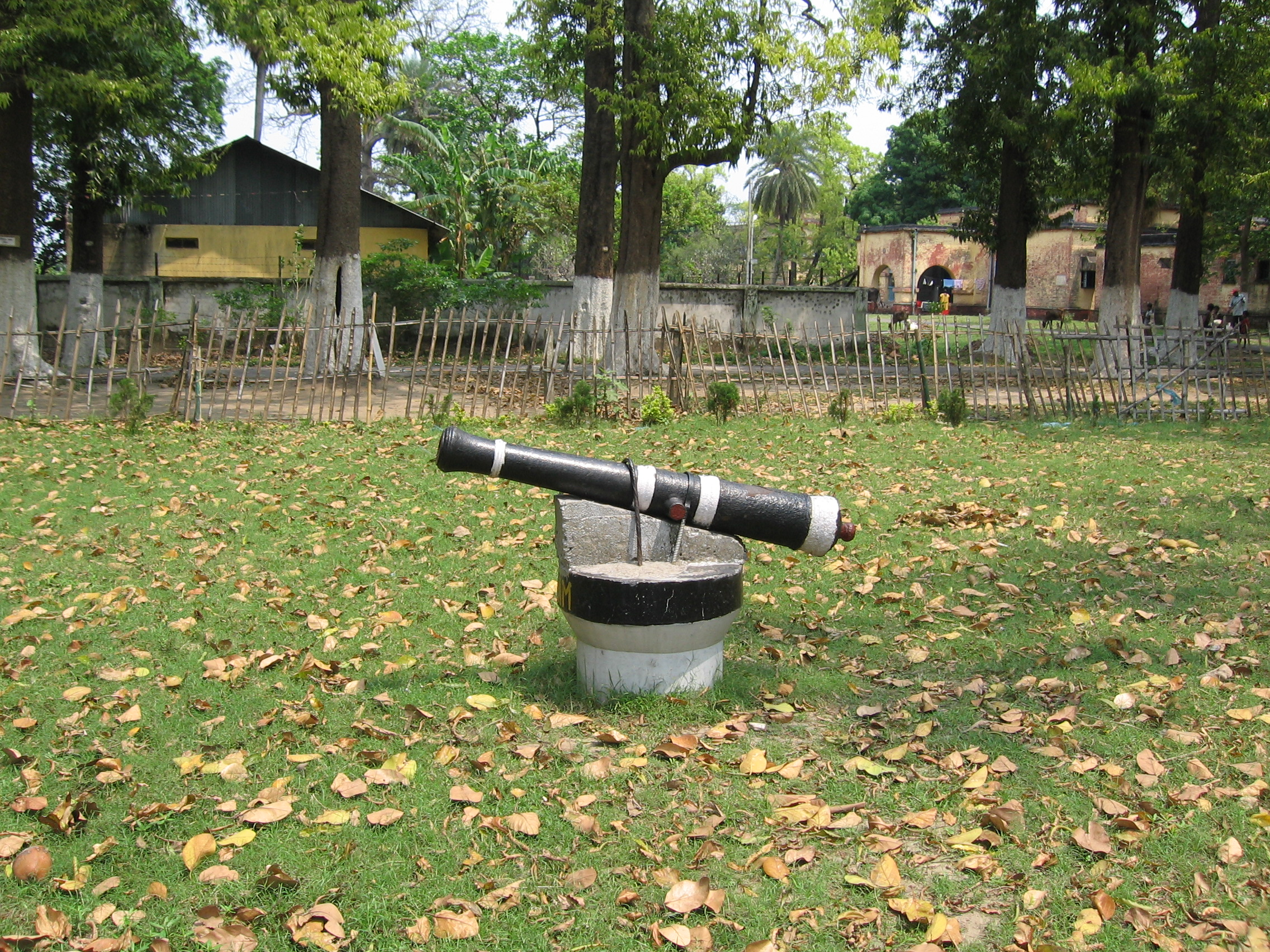
مدفع شركة أوستند القديمة (في حديقة نوابغونج-إيشابور)

كانت شركة أوستند ، واسمها الرسمي شركة العامة الملكية لأمبراطورية الهند ، شركة خاصة تم إنشاؤها في الأراضي المنخفضة جنوبية في بداية قرن الثامن عشر للتجارة مع الهند . بعد دفع نجاح شركة الهند الشرقية الهولندية وشركة الهند الشرقية وشركة الهند الشرقية الفرنسية في الهند الشرقية التجار ومالكي السفن في أوستند الواقعة في بلجيكا حاليا، وفي الإمبراطورية الرومانية المقدسة ، ثم الأراضي المنخفضة النمساوية ، إلى إقامة روابط تجارية مباشرة مع جزر الهند. شجع الإمبراطور كارل السادس إمربراطور روماني مقدس رعاياه على بدء اشتراكات للشركة الجديدة، لكنه لم يضمن ميثاقًا أو خطاب براءة تمليك . تم حل الشركة في عام 1731 لكنها استمرت في بانكويبازار حتى عام 1744.

## التاريخ
من أجل إنشاء منفذ جديد للبحر، بعد إغلاق مصب سخيلده من قبل جمهورية هولندا ( معاهدة أوترخت لعام 1713) ، أصدر الإمبراطور كارل السادس تعليمات إلى ماركيز أوف سكيد لإعداد اللوائح الخاصة بشركة الشحن التي سيكون لها قاعدة في جنوب هولندا : تم اختيار مدينة أوستند. هذه الشركة مستوحاة من دستور شركات المقاطعات المتحدة وإنجلترا وفرنسا.
وصلت أول سفينة من شركة أوستند إلى بالاسور، في الهند، في عام 1719. في عام 1721 ، تلقت فرمان من نواب (لقب سياسي) مرشد قولي خان يأذن لها بإنشاء مصنع في بانكي بازار (اليوم " إيشابور "في ولاية البنغال الغربية )، على الضفة اليسرى من نهر هوغلى وتحصين السور المحيطة بها. في أعقاب التصريحات العاجلة التي قدمها الإنجليز والهولنديون، أمر النواب بإزالة التحصينات. ما يرفض شعب أوستند القيام به. تلا ذلك صراع أول (ربما في عام 1724 ). ستبقى الأجواء معادية.
كما تم تركيب موانئ Cabelon [الإنجليزية] ، دكا ، (حاليًا Gondalpara [الإنجليزية] ) ، وبالاسور (على الساحل الجنوبي الغربي من كلكتا) ، وسيدابات وكاسيمبازار .

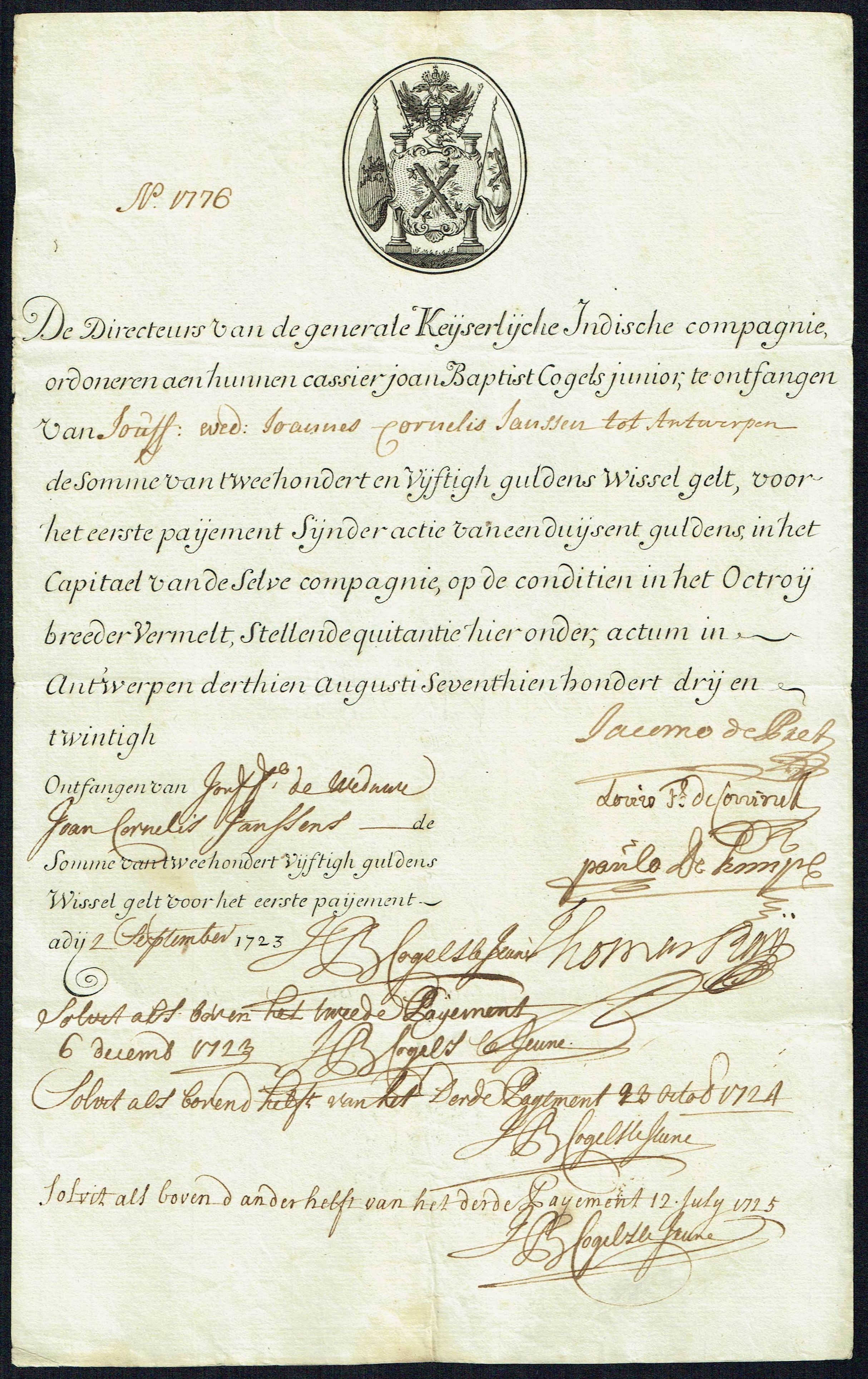
حصة من شركة أوستند بتاريخ ٢ سبتمبر ١٧٢٣

في غضون ذلك، في 19 ديسمبر 1722 ، أصدر الإمبراطور ميثاق شركة أوستند ، التي تأسست في الأراضي المنخفضة النمساوية تحت حماية سانت تشارلز. تسافر السفن تحت العلمين الإمبراطوري والملكي. يبلغ رأس مال الشركة 6 ملايين خولده هولندي ، يمثلها 6 000 سهم من 1 000 خولده. يدير الشركة سبعة مديرين مقيمين في الأراضي المنخفضة جنوبية .
في 1726 ، و عامل لشركة أندريه لنسوارت تطوير تجارة الرقيق المشروع بين فورت دوفين (مدغشقر) والجزيرة البرازيلية فرناندو دي نورونا . توحي مهمة التنقيب التي نفذتها سفينتان للشركة في عام 1728 بخطة أكبر : إنشاء مزرعة استعمارية في الجزيرة البرازيلية تتكون من مزارع يزرعها أربع إلى ستمائة عبد أفريقي. حل الشركة سيضع حدا لهذا المشروع.
استمرت التجارة - بنجاح - على الرغم من الصراعات والعداء من الإنجليزية والهولندية. ازدادت المؤامرات والضغط من منافسيه العظماء لدرجة أنه في مؤتمر إيكس لا شابيل عام 1727 ، كان على الإمبراطور الروماني المقدس، الذي فقد دعم إسبانيا ، قبول بعض القيود. إذا تم تأكيد مصنع بنكبزار، فلا يمكن إرسال أي سفينة من أوستند إلى هناك لمدة سبع سنوات.
يحصل سكان أوستند على إذن لفتح مصنع في بالاسور. كما أن الإنجليز والهولنديين يعوقون هذا الأمر، حيث لم يتردد الأخيرون في دفع الفودار المحليين لطرد التجار.
في عام 1730 ، كانت ضفاف نهر هوقلي تعج بالتجار والهاربين والمغامرين الأوروبيين الذين يبحثون عن الثروة، ويعملون من قبل شركة أو أخرى. واحد منهم هو فرانسوا دي شوناميل من أنتويرب الذي أعلن نفسه رئيس بنك بازار. يلجأ الإمبراطور إلى الدنماركيين والسويديين والبولنديين لتشكيل اتحاد معهم. يسعى Schonamille محليًا للتفاوض مع الكارتل الأنجلو هولندي. بدون جدوى.
أخيرًا، وفي مقابل قبول إنجلترا لمرسوم العلمي ، تخلى كارل السادس عن شركة أوستند ووضع حدًا لأنشطتها رسميًا ( 1731 ). لم يكن هذا القرار معروفًا إلا بعد عدة سنوات في البنغال . وصلت سفن أوستند بانتظام إلى بنك بازار حتى عام 1733 على الرغم من الحصار الهولندي. لاحظ مسافر فرنسي في عام 1734 أن العلم الإمبراطور للإمبراطورية المقدسة المقدسة لا يزال يرفرف فوق مصنع بانكي بازار.
في مراسلاته (في 1735 و 1739) لا يزال جوزيف فرانسوا دوبلكس يذكر شركة اوستند، لكنه يصف وضعه بأنه يائس. ليس لديها مال أو سفينة. حتى عام 1744 ، عاش شوناميل وعدد قليل من سكان أوستند على المساعدة التي يتلقونها من الدنماركيين والسويديين.
في عام 1744 ، بتشجيع من الهولنديين، فرض faujdar of Hooghly غرامة على Bankibazar لتواطؤه مع التجار إمبراطورية ماراثا ، وهو ما نفاه Schonamille ، الذين رفضوا دفعها. نزاع مسلح جديد يترتب على ذلك. صد الهجوم الأول لقوات الفوجدار. لكن بسبب نقص الموارد، هُزم شوناميل في هجوم ثان من قبل القوات المعززة. لقد فر إلى ميانمار حيث مات على ما يبدو ميتة عنيفة. نهب بنك بازار وإزالة العلم الإمبراطوري للإمبراطورية الرومانية المقدسة. إنها النهاية الفعلية لـ Bankibazar و شركة أوستند.
ومع ذلك، كان هذا مربحًا للغاية، واستعاد المساهمون 166 ٪ من حصتهم عند حل الشركة .